# ひったくり

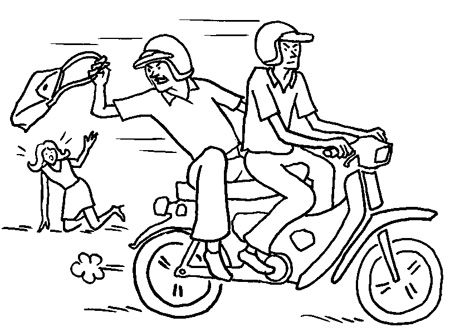
ひったくり

ひったくり（引っ手繰り、引ったくり）は、物を持ち歩いている歩行者や、前カゴに荷物を入れている自転車に近づき、すれ違ったり追い抜いたりする瞬間にその物を奪って（ひったくって）逃げる行為である。窃盗の一種。

## 手法
オートバイ・自転車・徒歩で後ろから近づき、手に持っていたり、自転車の前カゴに入れていたりするバッグを奪って逃走する行為が多い。また、歩きながらスマートフォンを操作している人がスマートフォンをひったくられる例もある。
被害者の多くが女性である。女性は現金・カード類の入った財布や貴重品などをバッグに入れて行動することが多いためであるといわれている。発生時間帯としては、夕方から深夜が多い。

## 処罰
日本では窃盗罪が適用されるが、被害者がはずみで転倒したり、抵抗したりするなどで死傷した場合は、強盗致死傷罪が適用される。

## 対策
以下のような対策が推奨されている。
- バッグを車道と反対側に持つ。
- ショルダーバッグをたすき掛けにする。
- リュックサックを使用する。
- 防犯ブザーを携行する。
- 自転車の前カゴにひったくり防止カバーやネットをかぶせる。
- 車両が左側通行の国・地域に於いては道路の右側を歩く（対面交通）。

## 日本の状況

### 発生件数
日本のひったくりの認知件数は、2002年の5万2919件をピークに減少、2019年には1553件（うち秋田県、富山県、鳥取県、島根県では発生件数がゼロ）を記録した。一時は、全国一の発生件数から「名物」とまで言われた大阪府のひったくりも激減しており、2000年の1万973件から2019年には254件となった。

### 労災保険
女性労働者が午後8時30分頃駅を降りたのち大都市周辺の暗いほうれん草畑の周辺で自動車によるひったくりに遭い、ハンドバッグ、革袋を奪い取られ負傷した事件では、「大都市周辺の寂しいところに住居を有し、かつ午後8時30分頃という時間に退勤する場合、その途上で｢ひったくり｣にあうことは、一般に発生しうる危険である。また、『ひったくり』の場合に、自動車による接触、転倒負傷することも一般にあり得ること。すなわち、通勤に通常伴う危険が具体化したものと認められる」として、通勤災害による労災保険の適用が認められた（昭和49年3月4日　基収69号）。